# Яминский (Яминское сельское поселение)
Я́минский — хутор в Алексеевском районе Волгоградской области России. Административный центр Яминского сельского поселения.
Хутор расположен в 5 км северо-восточнее станицы Алексеевской на левом берегу реки Бузулук.
Рядом с хутором проходит асфальтированная дорога «Новоаннинский—Алексеевская» с автобусным сообщением. Хутор газифицирован. Есть средняя образовательная школа, магазин, маслобойня.
Есть условия для сбора грибов, охоты, рыбалки.
| 2010 | 2012  | 2013  |
| ---- | ----- | ----- |
| 1392 | ↗1544 | ↘1529 |

## История
Первое упоминание о хуторе относится к 1698 году.
В 1801 году была построена деревянная церковь Рождества Богородицы, перестроенная в 1915 году. А в 1933 году она была закрыта.
По состоянию на 1918 год хутор входил в Алексеевский юрт Хопёрского округа Области Войска Донского.

## Известные люди
В станице родился Ларион Стародубцев — русский самозванец, принявший имя умершего в 1719 году царевича Петра Петровича, сына Петра I.